# Places (album de Jan Garbarek)
Pour les articles homonymes, voir Places.
Albums de Jan Garbarek
Dis
(1976) Photo with...
(1979)
Places est un album du saxophoniste norvégien Jan Garbarek, paru en 1978 sur le label Edition of Contemporary Music. C'est un disque en quartet avec Jan Garbarek au saxophone ténor et soprano, Bill Connors à la guitare, John Taylor au piano, et Jack DeJohnette à la batterie. Le disque est enregistré en décembre 1977 au Talent Studio, à Oslo, par Jan Erik Kongshaug.

## Musiciens
- Jan Garbarek - saxophone ténor, saxophone soprano
- Bill Connors- guitare
- John Taylor - piano, orgue
- Jack DeJohnette - batterie

## Titres
| No | Titre        | Durée |
| -- | ------------ | ----- |
| 1. | Reflections  | 15:08 |
| 2. | Entering     | 7:56  |
| 3. | Going Places | 14:16 |
| 4. | Passing      | 11:18 |